# ادوارد هیوم
ادوارد هیوم (انگلیسی: Edward Hume؛‏۱۸ مهٔ ۱۹۳۶ - ۱۳ ژوئیهٔ ۲۰۲۳) فیلم‌نامه‌نویس اهل ایالات متحده آمریکا بود.
از فیلم‌ها یا مجموعه‌های تلویزیونی که وی در آن‌ها نقش داشته است، می‌توان به توما و روز بعد اشاره کرد.